# Liste der Biografien/Lauc
Liste der Biografien |
Portal Biografien |
Personensuche
# |
A |
B |
C |
D |
E |
F |
G |
H |
I |
J |
K |
L |
M |
N |
O |
P |
Q |
R |
S |
T |
U |
V |
W |
X |
Y |
Z |
?
 
La |
Lb |
Lc |
Le |
Lg |
Lh |
Li |
Lj |
Ll |
Lm |
Lo |
Lp |
Lt |
Lu |
Lv |
Lw |
Lx |
Ly |
Lz
 
Laa |
Lab |
Lac |
Lad |
Lae–Lah |
Lai |
Laj |
Lak |
Lal |
Lam |
Lan |
Lao |
Lap |
Laq |
Lar |
Las |
Lat |
Lau |
Lav |
Law |
Lax |
Lay |
Laz
 
Laua |
Laub |
Lauc |
Laud |
Laue |
Lauf |
Laug |
Lauh |
Laui |
Lauj |
Lauk |
Laul |
Laum |
Laun |
Laup |
Laur |
Laus |
Laut |
Lauv |
Lauw |
Laux |
Lauz
Die Liste der Biografien führt alle Personen auf, die in der deutschsprachigen Wikipedia einen Artikel haben. Dieses ist eine Teilliste mit 35 Einträgen von Personen, deren Namen mit den Buchstaben „Lauc“ beginnt.

## Lauc

### Lauce
- Laucevičius, Liubomiras (* 1950), litauischer Schauspieler

### Lauch
- Lauch, Peter, deutscher Schlagersänger
- Lauche, Arnold (1890–1959), deutscher Pathologe und Hochschullehrer
- Lauche, Walter (1939–2010), deutscher Maler und Grafiker
- Lauche, Wilhelm (1827–1883), deutscher Obstbaufachmann
- Lauche, Wilhelm (1859–1950), Gartenbaufachmann und Hofgartendirektor
- Lauchenauer, Eduard (1897–1985), Schweizer Journalist und Redaktor
- Laucher, Antonia (1786–1871), deutsche Opernsängerin
- Laucher, Joseph Anton (1737–1813), deutscher Komponist, Musikpädagoge und Musikverleger
- Lauchert, Friedrich (1863–1944), katholischer Kirchenhistoriker
- Lauchert, Meinrad von (1905–1987), deutscher Generalmajor der Wehrmacht
- Lauchert, Richard (1823–1868), deutscher Maler
- Lauchery, Étienne (1732–1820), französischer Tänzer, Choreograf und Ballettmeister
- Lauchlan, Iain, schottischer Produzent, Schauspieler, Drehbuchautor, Dramatiker und Regisseur
- Läuchli, Peter (1928–2021), Schweizer Mathematiker und Hochschullehrer
- Lauchowa, Swetlana Wjatscheslawowna (1973–2023), russische Hürdenläuferin
- Lauchs, Joachim (1943–2017), deutscher Archivar und Autor
- Laucht, Christoph (* 1976), deutscher Historiker
- Laucht, Hans (1915–2003), deutscher Ingenieur, Hamburger Hafenbaudirektor
- Laucht, Manfred (1946–2020), deutscher Psychologe und Hochschullehrer

### Lauck
- Lauck, Gary (* 1953), US-amerikanischer Neonazi und Holocaustleugner
- Lauck, Gerd (1931–2005), deutscher Fußballspieler
- Lauck, Hans-Joachim (* 1937), deutscher Politiker (SED), Minister für Schwermaschinen- und Anlagenbau der DDR
- Lauck, Jonas (* 1987), deutscher Pokerspieler
- Lauck, Karl (1840–1906), deutscher Jurist und Politiker (Zentrum), MdR
- Lauck, Mathäus (* 1931), deutscher Kommunalpolitiker
- Lauck, Reinhard (1946–1997), deutscher FußballspielerReinhard Lauck (1946–1997)

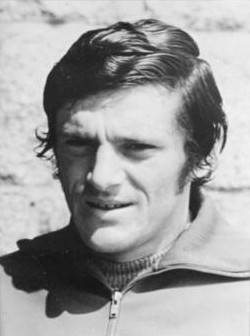
Reinhard Lauck (1946–1997)

- Lauck, Thomas (1943–2024), deutscher Musiker
- Laucke, Dirk (* 1982), deutscher Dramatiker
- Laucke, Michael (1947–2021), kanadischer Gitarrist
- Laucken, Uwe (* 1941), deutscher Sozialpsychologe und Professor
- Lauckert, Otto (1887–1954), deutscher Lehrer und Rektor sowie Regierungsrat und Freimaurer
- Lauckhard, Carl Friedrich (1813–1876), deutscher Pädagoge
- Lauckhard, Karl (* 1776), Beamter, Kommunalpolitiker, Notar, Bürgermeister
- Lauckner, Rolf (1887–1954), deutscher Schriftsteller